# Front Mazowiecki
Front Mazowiecki – związek operacyjny Wojska Polskiego utworzony na wypadek inwazji wojsk niemieckich dyrektywą Wodza Naczelnego gen. Józefa Piłsudskiego z 22 maja 1919.

## Historia
Wraz ze wzrostem napięcia w stosunkach polsko-niemieckich rosło zagrożenie starcia zbrojnego.  Polskie Naczelne Dowództwo przewidywało silne uderzenie Reichswehry na Wielkopolskę oraz mniejsze na Warszawę i Suwałki. W związku z tym postanowiono przeciwstawić tym siłom 5 wyższych związków operacyjnych (frontów). Jednym z tych frontów był Front Mazowiecki, który miał podjąć działania na terenie Mazowsza. Miały one polegać na aktywnej obronie w myśl ogólnych dyrektyw Naczelnego Dowództwa Wojsk Sprzymierzonych. Zamierzano też uderzyć na Ełk.
W przypadku uderzenia niemieckiego jednostki Frontu miały mieć następujące położenie:
- 3 DSP - Twierdza Modlin
- 8 DP - Rajgród-Wizna
- 12 DP - Narew
- DI - Wisła (Wyszogród-Ciechocinek)

Dodatkowo na prawym skrzydle wspomóc miała 1 Dywizja Piechoty Legionów, należąca do Frontu Litewsko-Białoruskiego. Ostatecznie do wybuchu wojny nie doszło i stopniowo jednostki były wysyłane na wschód, a Front Mazowiecki został rozwiązany 19 października 1919.

## Dowództwo i skład
- dowódca 
  - gen. dyw. André Joseph Emmanuel Massenet
- szef sztabu 
  - mjr Beranger
- OdeB:
  - 3 Dywizja Strzelców Polskich
  - 8 Dywizja Piechoty
  - 12 Dywizja Piechoty
  - Dywizja Instrukcyjna
  - IV Grupa Lotnicza

Łącznie 44 tysiące żołnierzy